# Empoisonnement à l'alcool au Pendjab
L'empoisonnement à l'alcool au Pendjab a lieu entre fin juillet et début août 2020 lorsqu'au moins 86 personnes sont décédées après avoir bu de l'alcool toxique fabriqué illégalement au Pendjab, en Inde. Plus de 100 raids ont été menés dans les trois districts concernés (Amritsar, Gurdaspur et Tarn Taran) ainsi que dans plusieurs autres endroits dans et autour de la frontière de Rajpura et de Shambhu au Pendjab. 25 personnes ont été arrêtées en relation avec l'incident. Sept fonctionnaires d'accise, six policiers ont également été suspendus au cours de l'incident.

## Empoisonnement
63 décès ont été signalés dans le district de Tarn Taran, 12 dans le district d'Amritsar et 11 dans celui de Gurdaspur. Les décès ont été signalés pour la première fois dans la nuit du 29 juillet 2020. Au 31 juillet 2020, l'État du Pendjab avait signalé 39 décès.

## Réponse
Le 30 juillet 2020, le ministre en chef du Pendjab, Amarinder Singh (en), a donné un ordre d'enquête sur les décès. Le gouvernement du Pendjab a également annoncé une compensation de 2 lakh de roupies (2 800 dollars américains) pour chacune des familles des défunts.
Le 1er août 2020, la police a entrepris plus d'une centaine de raids, confisqué les fournitures de l'alcool présumé et procédé à vingt-cinq arrestations.